# Nanaminze

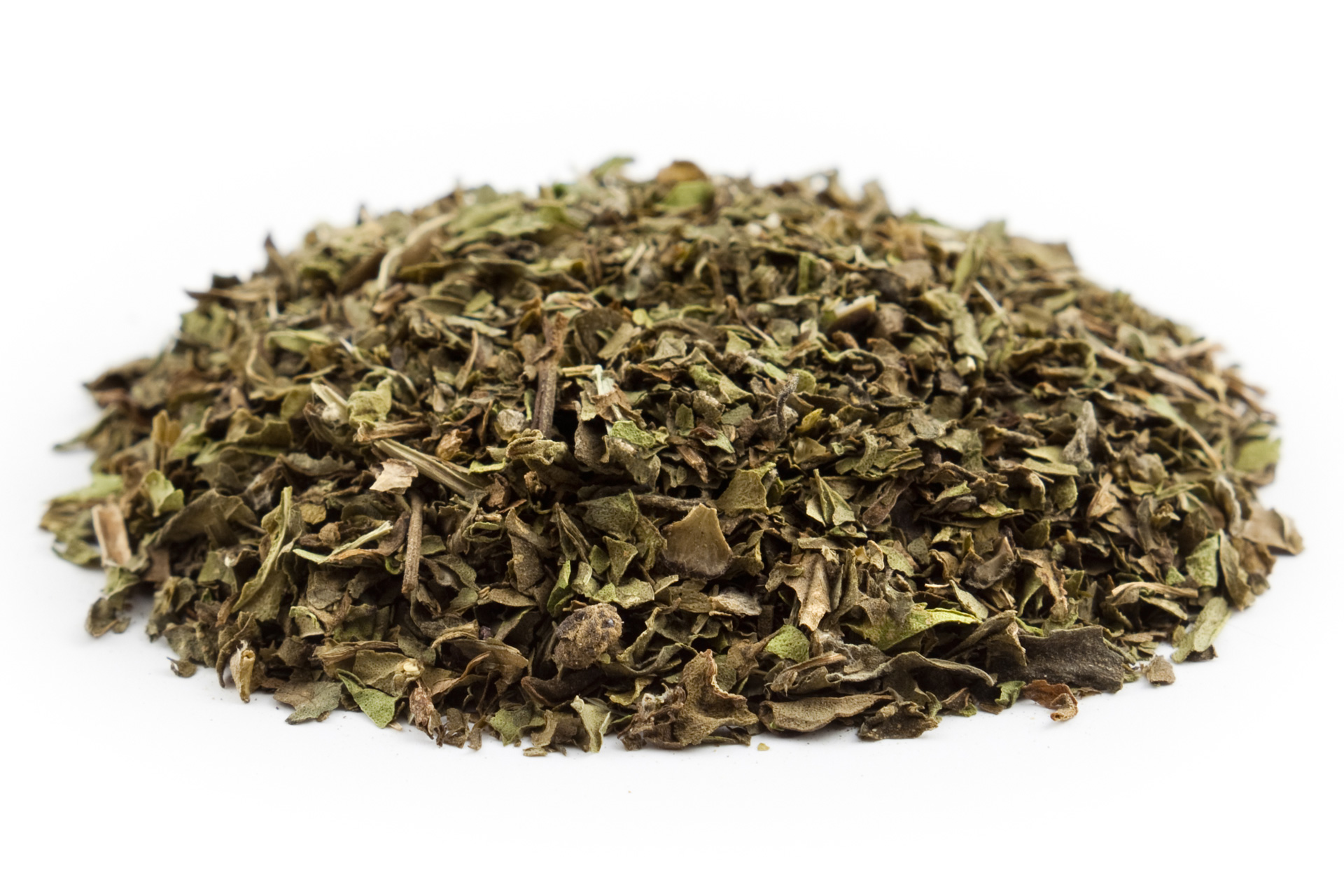
Nanaminze, geschnitten und getrocknet

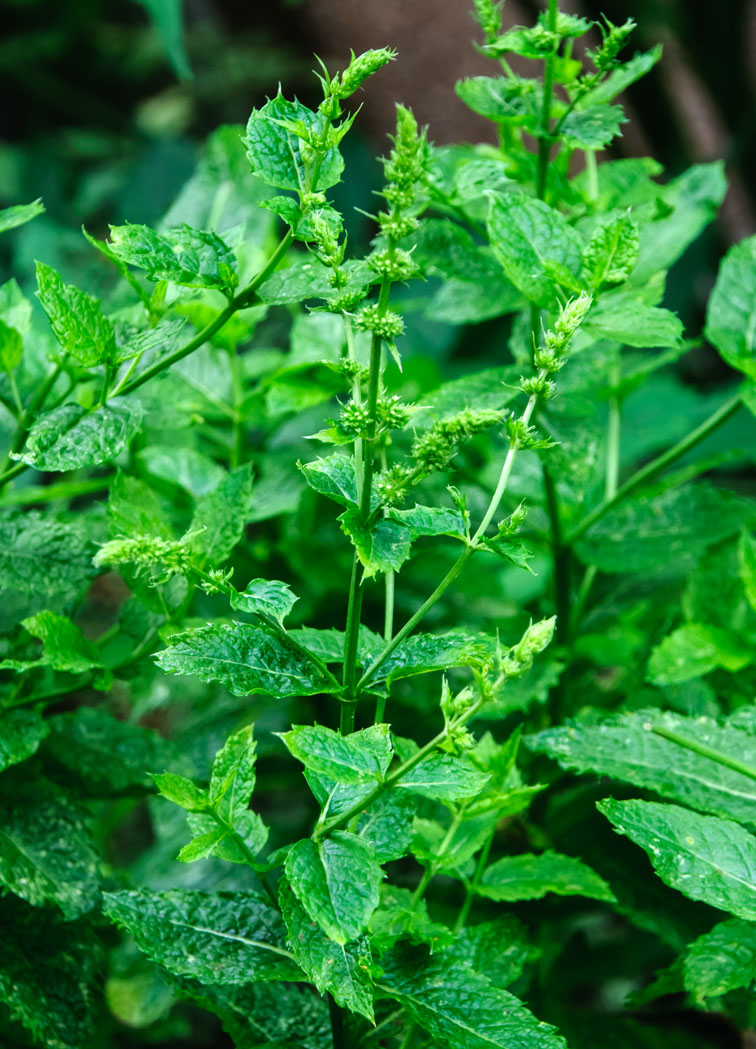
Marokkanische Minze mit Knospen

Als Nanaminze werden meist drei verschiedene Minze-Varietäten bezeichnet:
- Mentha spicata var. crispa ,Marokko‘ (auch Marokkanische Minze), eine natürliche Varietät der Krausen Minze (Mentha spicata var. crispa) aus Nordafrika.
- Mentha spicata var. crispa ‚Nane‘, die eigentliche „Nana“-Minze, wie die Marokkanische Minze eine Varietät der Krausen Minze, aber aus Vorderasien.
- Mentha x piperita var. piperita ‚Nana‘ (auch Pfefferminze ‚Nana‘), eine gezüchtete Varietät (Hybride) der Pfefferminze (Mentha x piperita), die nur vegetativ vermehrbar ist.

## Wortherkunft
نعناع / naʿnāʿ ist das arabische und persische Wort für ‚Minze‘, Türkisch nane. In den Wörterbüchern wird es meistens mit Pfefferminze übersetzt, aber Iraner, Marokkaner und Türken bezeichnen damit allgemein Minze.

## Marokkanische Minze
Die Marokkanische Minze (Mentha spicata ‚Marokko‘) ist neben grünem Tee, heißem Wasser (60–80 Grad) und viel Zucker Bestandteil des marokkanischen Nationalgetränks, wird aber auch als Gewürzkraut zahlreichen Speisen zugegeben, besonders Salaten, und in Büscheln aufgehängt zur Insektenabwehr eingesetzt. Sie blüht blass lila, hat lindgrüne, spitzovale, raue Blätter, wächst aber in Mitteleuropa nicht so üppig wie in ihrer Heimat und kann in kalten Wintern erfrieren.
Sie lebt deshalb eher in warmen Gebieten.

## Pfefferminze ‚Nana‘
Die Pfefferminze ‚Nana‘ (Mentha x piperita var. piperita ‚Nana‘) hat das typische Menthol-Aroma wie alle Pfefferminzen, hat hellgrüne Blätter, blüht lila, wird nur etwa halb so hoch wie andere Pfefferminzarten und ist besonders für Duftgärten beliebt und geeignet.

## Nane-Minze
Die Nane-Minze (Mentha spicata var. crispa ‚Nane‘) ähnelt im Aussehen der Marokkanischen Minze und spielt in Vorderasien (Iran, Türkei, arabische Länder) auch etwa die gleiche Rolle wie die Marokkanische Minze in Nordafrika. Sie wird gern in schwarzem Tee getrunken, viele Speisen werden mit ihr gewürzt.

## Persische Minze
Eine weitere Varietät der Krausen Minze (50–90 cm), die kleinere (nur 30–40 cm) Mentha spicata var. crispa, wird auch direkt Persische Minze genannt. Sie ist Bestandteil des Joghurtgetränks Dugh.

## Nana-Minze in Deutschland
Die Marokkanische Minze ist in Deutschland frisch als Bündel in marokkanischen Lebensmittelläden erhältlich. Gelegentlich wird sie auch mit Wurzeln im Topf auf Wochenmärkten angeboten.
In Teeläden wird unter dem Namen Nana Minze ein Kräutertee angeboten, der aus getrockneten Blättern besteht und dessen Aroma sich erheblich von Tee aus frischem Kraut unterscheidet.
Im Gegensatz zu Deutschland wird Minze sowohl in Nordafrika als auch in Vorderasien fast ausschließlich als frisches Kraut (mit Blatt und Stängel) genutzt, nur ganz selten getrocknet.

## Sonstiges
Nach einer arabischen Überlieferung soll die Krause Minze ihrem Besitzer zu sagenhaftem Reichtum verhelfen.